# Radijski podatkovni sustav
Radijski podatkovni sustav (eng. Radio Data System, RDS) sustav je prijenosa digitalnih podataka kroz UKV odašiljačku mrežu. Sustav šalje radio prijamnicima informacije kao što su vrijeme, naziv radijske postaje, program koji se emitira i slično. Ako postaja u RDS-u emitira naziv, na prijamniku će se prikazivati naziv postaje (na nekima i frekvencija, prikazano na slikama desno). Postaje koje emitiraju prometne informacije će slanjem TA signala prekinuti trenutni rad radio prijamnika u korist informacija koje emitira postaja.

## Povijest RDS-a
RDS je nastao početkom 1970-ih godina, na temelju njemačkog ARI i švedskog MBS sustava za selektivno pozivanje osoba (radio paging).
Njemačka radijska postaja ARD je koristila analogni ARI sustav prijenosa UKV mrežom, a služio je prijenosu informacija o stanju u prometu.  Sustav je bio orijentiran na informiranje o pojedinom odašiljaču, a ne i u cijeloj FM mreži. To je često značilo ručno traženje postaja koje emitiraju ARI signal. Osim ovoga nedostatka, drugi nedostatak je bio mali kapacitet prijenosa podataka.
Europska radiodifuzijska unija započinje s razvojem RDS-a 1974., i prve specifikacije objavljuje 1984. U SAD su 1992. objavljene specifikacije RDBS (Radio Data Broadcast System) koji je vrlo sličan RDS sustavu.

## Tehničke značajke
Raspored sadržaja jednog UKV kanala može se vidjeti na slici. Kanal sadrži dva područja emitiranja audio signala i jedno područje za prijenos podataka te tri pod-nositelja:
- Od 30 Hz do 15 kHz je područje mono audio signala.
- Pilot-signal na 19 kHz, (nivo 8-10% od ukupne modulacije) na sredini između dva audio područja s po 4 kHz razmaka, služi za obnavljanje potisnutog nositelja na 38 kHz.
- Drugo područje su donji i gornji bočni opseg stereo audio signala (2×15 kHz, 23 - 53 kHz).
- Između ta dva bočna opsega, na mjestu drugog harmonika (na 38 kHz) je pod-nositelj za stereo separaciju; on je potisnut (2%) i obnavlja se u dekoderu za dobivanje izvornog signala.
- RDS podaci se šalju u donjem bočnom opsegu širine 4 kHz koji se nalazi između gornjeg opesga stero signala i trećeg harmonika koji je na 57 kHz. Treći harmonik je odabran da bi se smanjila interferencija i intermodulacija između signala. Brzina prijenosa podataka je samo 1187,5 bit/s i time pogodna samo za slanje teksta.

Informacije koje se šalju putem RDS signala:
- AF (alternative frequencies)

traženje alternativne frekvencije ako je postojeći signal preslab
- CT (clock time)

vrijeme i datum
- EON (enhanced other networks)

praćenje informacija drugih radio mreža, najčešće korišten kod prometnih informacija
- PI (programme identification)

identifikacija programa na osnovu koda koji je jedinstven za svaku radijsku postaju
- PS (programme service)

naziv programa, 8 alfanumeričkih znakova koji se pojavljuju na zaslonu prijamnika
- PTY (programme type)

vrsta programa koji se emitira
- REG (regional)

oznaka regionalnog programa
- RT (radio text)

radio tekst, koristi se za kratki opis emisije koja se emitira, najavu vijesti i slično
- TA (traffic announcement)

informacija u trenutnom emitiranju prometnih informacija
- TP (traffic programme)

identifikacija programa s prometnim informacijama
- TMC (traffic message channel)

prijenos prometnih poruka

## Vanjske poveznice
- RDS - Radio Data System  Arhivirana inačica izvorne stranice od 8. ožujka 2014. (Wayback Machine)